# 克維特科韋 (切爾尼吉夫卡區)
47°5′33″N 36°17′12″E / 47.09250°N 36.28667°E
克維特科韋（烏克蘭語：Квіткове）是位於烏克蘭東南部的村莊，由扎波羅熱州別爾江斯克區的切爾尼希夫卡市鎮負責管轄。該村距離普羅斯托列3.5公里，始建於1820年，面積0.66平方公里，海拔高度171米，2001年人口173。